# 徳島県道268号野呂内三縄停車場線
徳島県道268号 野呂内三縄停車場線（とくしまけんどう268ごう のろうちみなわていしゃじょうせん）は、徳島県三好市を通る一般県道である。

## 概要
三好市池田町白地から三好市池田町中西に至る。四国八十八か所霊場第六十六番札所雲辺寺への参詣ルートのとつである。

### 路線データ
- 起点：三好市池田町白地（徳島県道・香川県道6号込野観音寺線交点）
- 終点：三好市池田町中西（JR四国土讃線 三縄駅前、徳島県道269号三縄停車場黒沢線起点）
- 総延長：17,138 m[1]
- 実延長：13,742 m[1]
- 重用区間：3,396 m[1]

## 歴史
- 1972年（昭和47年）3月10日 - 認定。

## 路線状況

### 重複区間
- 国道192号（三好市池田町馬路 - 三好市池田町白地）
- 国道32号・国道319号（三好市池田町白地）
- 徳島県道269号三縄停車場黒沢線（三好市池田町中西）

### 道路施設

#### 橋梁
- 三好橋（吉野川、三好市）

## 地理

### 通過する自治体
- 徳島県
  - 三好市

### 交差する道路
| 交差する道路                                                        | 交差する場所 | 交差する場所 |
| ------------------------------------------------------------------- | ------------ | ------------ |
| 徳島県道・香川県道6号込野観音寺線                                   | 池田町白地   | 起点         |
| 国道192号 重複区間起点                                              | 池田町馬路   |              |
| 徳島県道267号白地州津線                                             | 池田町白地   |              |
| 国道32号 重複区間起点 国道319号 重複区間起点                        | 池田町白地   |              |
| 国道32号 重複区間終点 国道192号 重複区間終点 国道319号 重複区間終点 | 池田町白地   |              |
| 徳島県道269号三縄停車場黒沢線 重複区間起点                          | 池田町中西   |              |
| 徳島県道269号三縄停車場黒沢線 重複区間終点                          | 池田町中西   | 終点         |

### 交差する鉄道
- 土讃線

### 沿線
- 四国八十八か所霊場第六十六番札所雲辺寺
- 池田大橋
- 三好市立白地小学校
- JR四国土讃線 三縄駅